# Sterlitamak
Sterlitamak (en russe : Стерлитамак ; en bachkir : Стәрлетамаҡ) est une ville de Bachkirie, une république de la fédération de Russie. Avec une population de 278 127 habitants en 2019, elle est la deuxième ville de Bachkirie.

## Géographie
Sterlitamak est arrosée par la rivière Belaïa, un affluent de la Kama. Elle se trouve à 128 km au sud d'Oufa et à 1 200 km à l'est de Moscou.

## Histoire
La ville a été fondée sur une rive de la Belaïa en 1735, en tant que relai de poste. Dès 1765-1766, la ville gagne en importance en tant que port destiné à embarquer des cargaisons de sel. Elle reçut le statut de ville en 1781.
Du 29 mai 1952 au 28 avril 1953, Sterlitamak fut la capitale administrative de l'éphémère oblast de Sterlitamak, créée dans le cadre d'une expérience de subdivision de la République socialiste soviétique autonome bachkire.
Aujourd'hui c'est un important centre d'industries chimiques, qui transforme les ressources locales de gaz et de pétrole.

## Population
Recensements (*) ou estimations de la population
| 1829  | 1856  | 1897*  | 1913   | 1926*  | 1939*  | 1959*   |
| ----- | ----- | ------ | ------ | ------ | ------ | ------- |
| 2 332 | 5 500 | 15 550 | 16 847 | 24 730 | 38 786 | 111 575 |

| 1970*   | 1979*   | 1989*   | 2002*   | 2010*   | 2012    | 2013    |
| ------- | ------- | ------- | ------- | ------- | ------- | ------- |
| 184 894 | 220 122 | 247 457 | 264 362 | 273 486 | 274 382 | 275 798 |

| 2014    | 2015    | 2016    | 2017    | 2018    | 2019    | 2020 |
| ------- | ------- | ------- | ------- | ------- | ------- | ---- |
| 277 048 | 278 678 | 279 692 | 280 233 | 279 626 | 278 127 | -    |

L'agglomération de Sterlitamak, dont font notamment partie les villes de Salavat et d'Ichimbaï compte plus de 500 000 habitants.

## Économie
L'économie de Sterlitamak est dominée par plusieurs importantes entreprises chimiques :
- Kaoustik (Каустик), fondée en 1964, qui emploie 7 200 salariés.
- Kaoutchouk (Каучук), fondée en 1960.
- Soda (Сода) : produits chimiques, 9 200 salariés (2008)

## Sport
- FK Sodovik Sterlitamak, club de football ayant existé de 1961 à 2007.